# Myriam De Cesco
Myriam De Cesco (Verona, 1934) è una giornalista italiana.

## Biografia
Laureata all'Università Bocconi di Milano, ha svolto numerose attività in campo mediatico: in particolare ha diretto il mensile Capital (edito da Rizzoli), è stata redattrice capo di Panorama, vicedirettrice di Epoca, direttrice di Spazio Casa, Gioia Casa e Gente Viaggi in Rusconi Libri. È stata la prima e unica donna direttrice de L'Europeo.

## Premi e riconoscimenti
Nel 1989 ha ricevuto il Premio Marisa Bellisario.

## Opere
- Lorenzo Berni: Effemeridi di architettura, Edizioni Kappa, Roma, 1985.